# Richard Montgomery
Richard Montgomery (2 de diciembre de 1738-31 de diciembre de 1775) fue un general irlandés, que fue el primero en servirle al ejército británico. Más tarde se convirtió en un general de brigada en el Ejército Continental durante la guerra de la Independencia estadounidense y es más famoso por liderar en 1775 la invasión de Canadá. 
Murió durante un ataque contra Quebec, Canadá, el 31 de diciembre de 1775.

## Ciudades en su honor

### Condados
En su honor llevan distintos condados su nombre, entre los más destacados son:
- Condado de Montgomery (Pensilvania)
- Condado de Montgomery (Arkansas)
- Condado de Montgomery (Kansas)
- Condado de Montgomery (Illinois)
- Condado de Montgomery (Georgia)
- Condado de Montgomery (Misuri)
- Condado de Montgomery (Maryland)
- Condado de Montgomery (Ohio)
- Condado de Montgomery (Virginia)
- Condado de Montgomery (Nueva York)
- Condado de Montgomery (Kentucky)
- Condado de Montgomery (Carolina del Norte)

### Ciudades o pueblos
O algunas ciudades de Estados Unidos:
- Montgomery (Nueva York)
- Montgomery (Alabama)
- Montgomery (Minesota)
- Montgomery (Nueva Jersey)

### Otros
- Richard Montgomery High School, en Rockville (Maryland)
- Montgomery Place, en Barrytown, (Nueva York).